# Jutta Reiss
Jutta Reiss (* 1963 in Mainz) ist eine deutsche bildende Künstlerin.

## Leben
Reiss wurde 1963 in Mainz in einer Metzgerfamilie geboren. Sie begann ihre Ausbildung zunächst mit einem Studium der Wirtschaftsinformatik.
Seit zirka 1993 arbeitet sie hauptberuflich als Künstlerin. Sie lebt in Dörnberg (Lahn) ist verheiratet und hat zwei Kinder.

## Werke im öffentlichen Raum
- Schinderhannes. Bronzeplastikgruppe auf dem Schinderhannesplatz in Simmern
- Schnuggelelsje. Auftragsarbeit für die Stadt Boppard
- Ernst der Salmfischer. Auftragsarbeit für die Altstadtinitiative St. Goarshausen
- Peter Pies. Der Knochenflicker. Emmelshausen
- Kunstspiel. Grundschule  Boppard Buchholz
- Engelbert Humperdinck mit Hänsel und Gretel. Boppard, Bahnhofsvorplatz.
- Der Sämann – Agrarhistorisches Museum Emmelshausen
- Budenheimer Traditum
- Der Lotse. St. Goar[3]

## Ausstellungen
- Wanderausstellung Lebensader Rhein
  - 2013: Burg Rheinfels:[4]
  - 2013: Boppard
  - 2014: Kloster Eberbach
  - 2014: Budenheim
  - 2015: Burg Pfalzgrafenstein
  - 2015: Lebensader Rhein auf O Pica Pau in Dörnberg
  - 2016: Burg Reichenstein

## Galerie

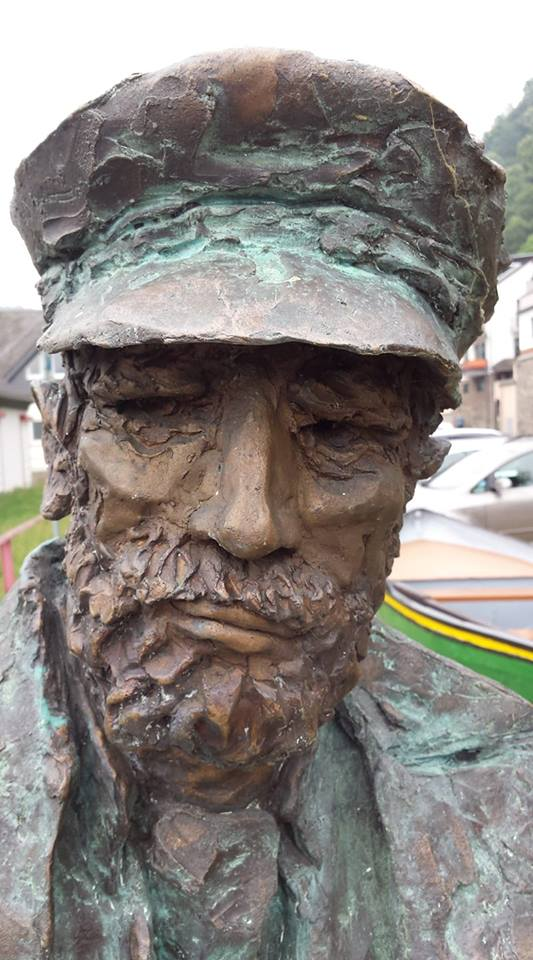
Lotsendenkmal in Sankt Goar (Ausschnitt)
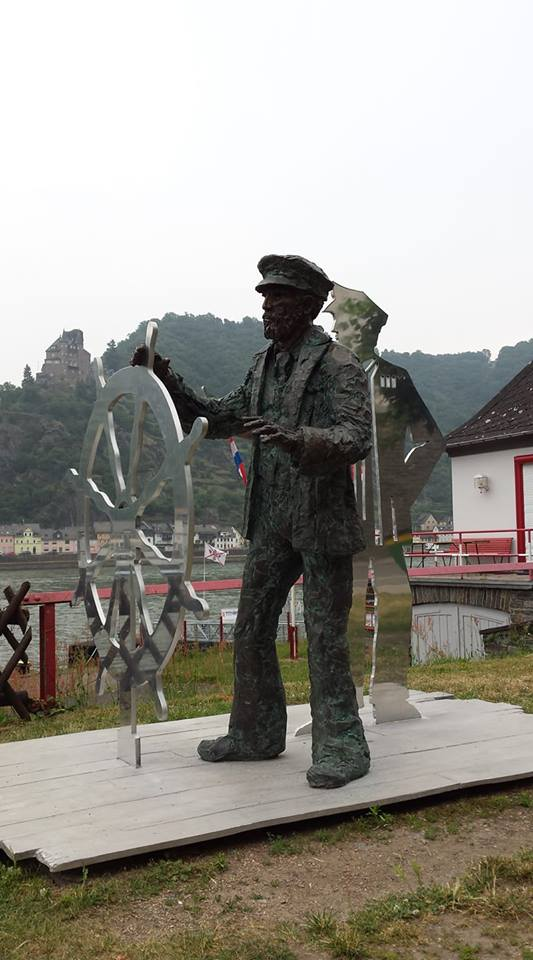
Lotsendenkmal in Sankt Goar
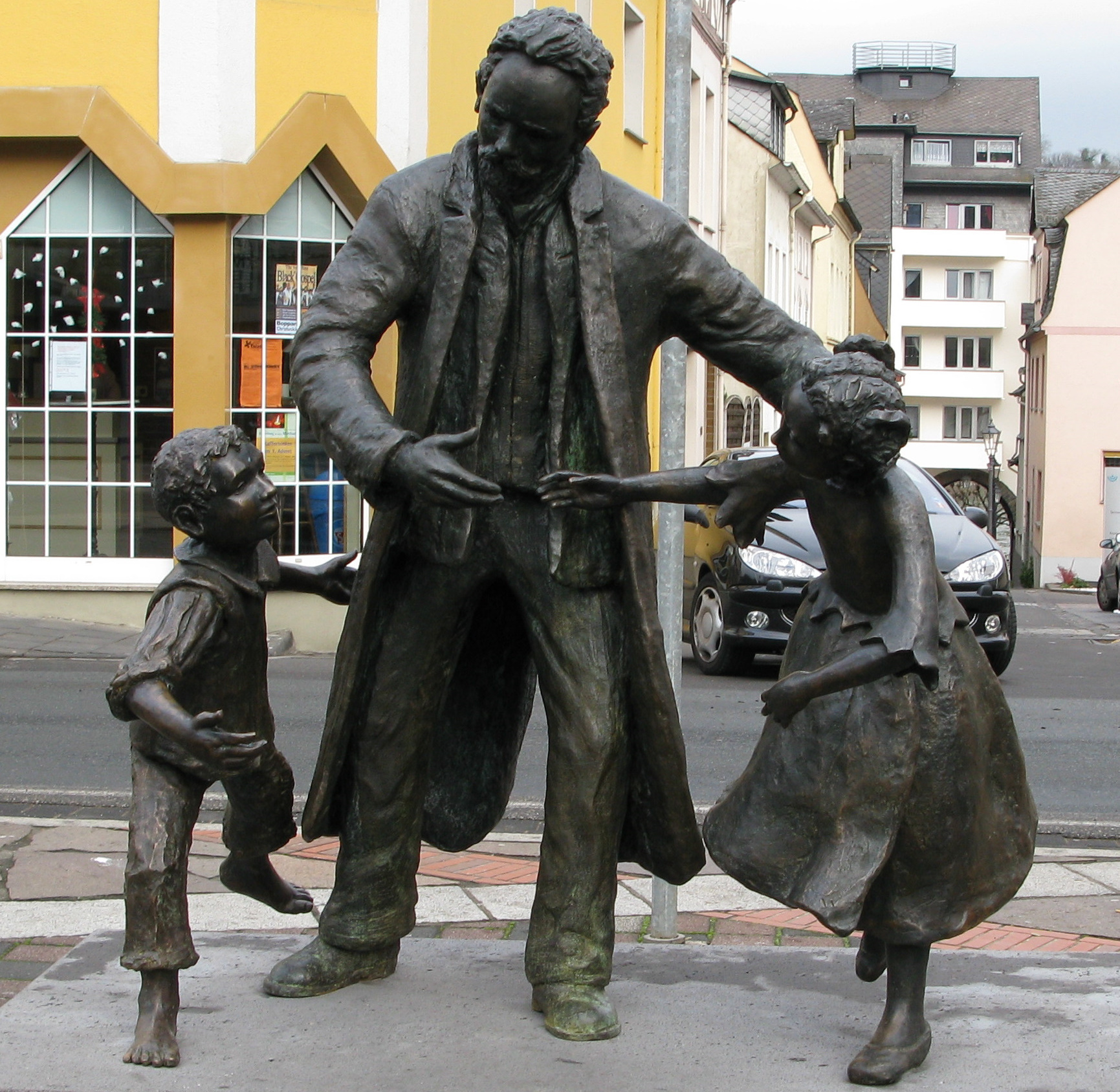
Engelbert Humperdinck mit Hänsel und Gretel
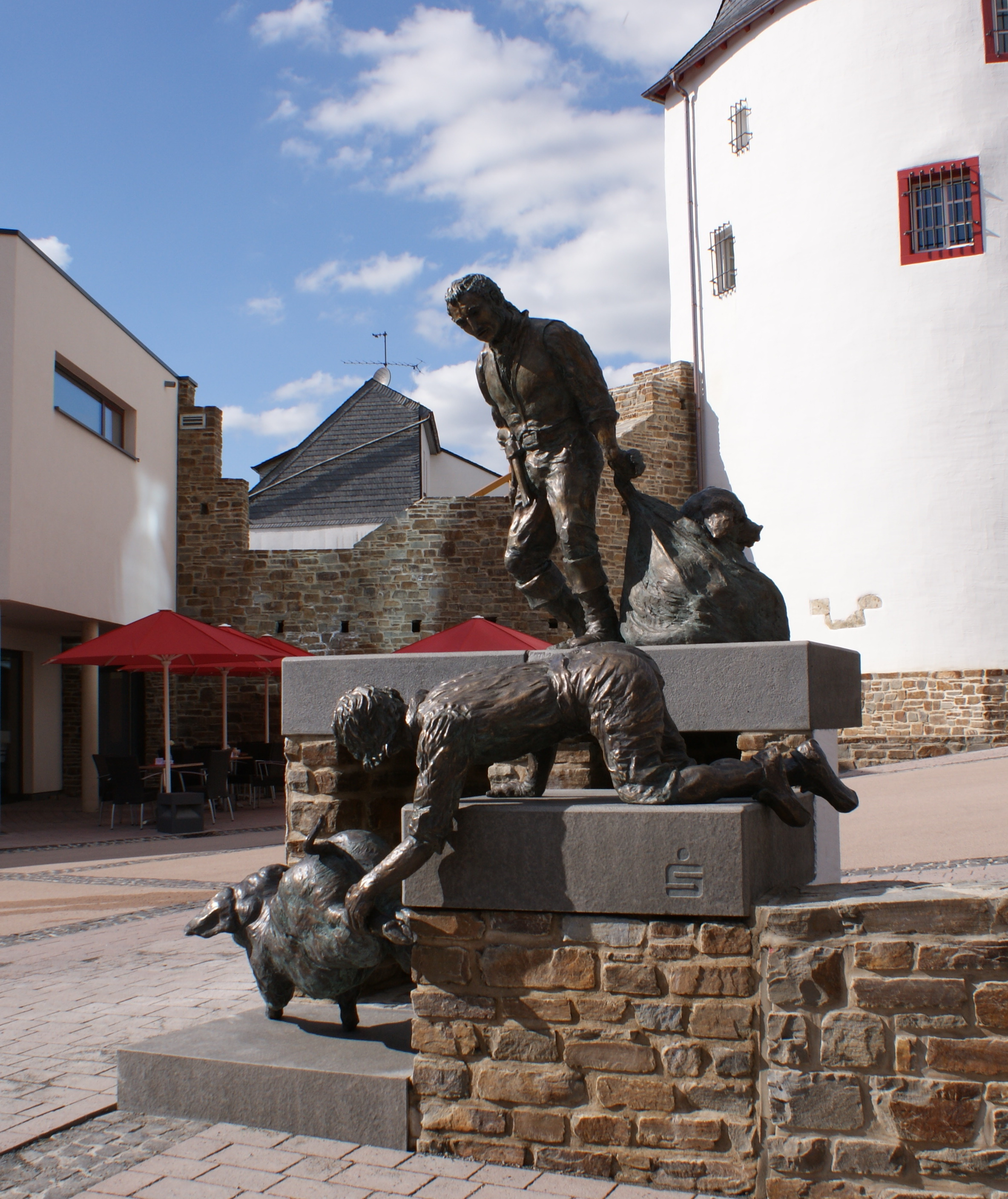
Schinderhannes
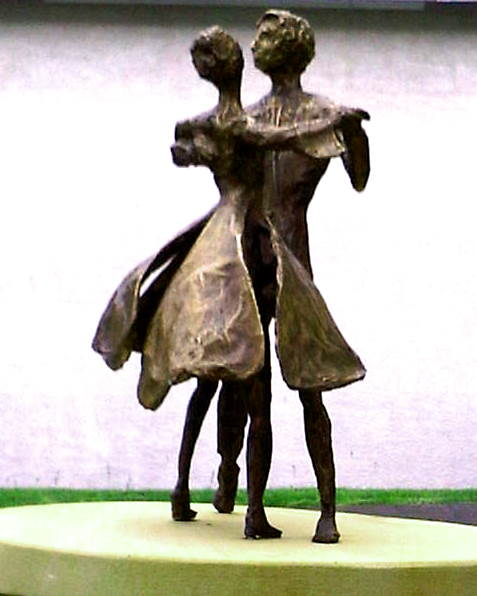
Tanzendes Paar
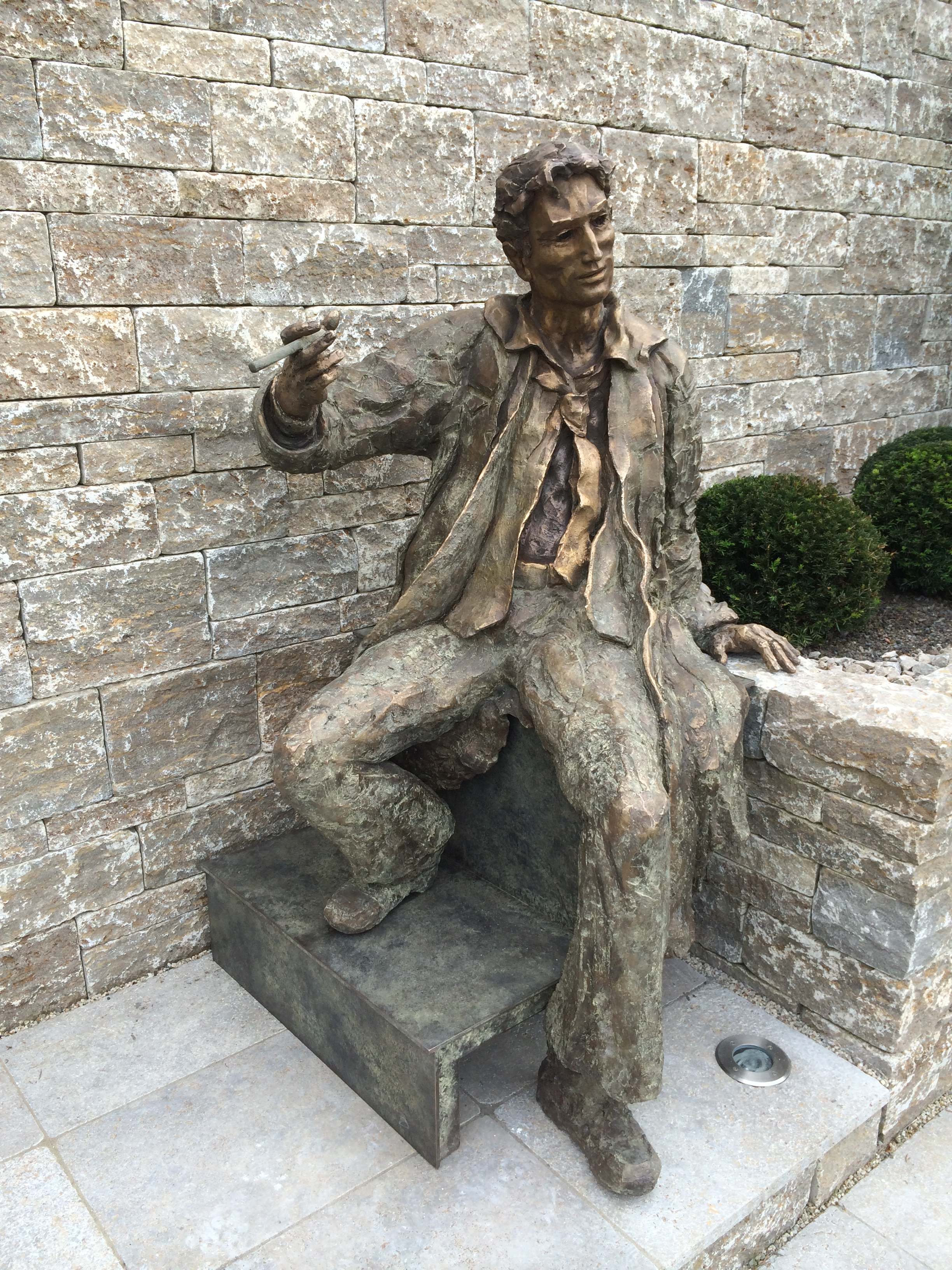
Der Genießer
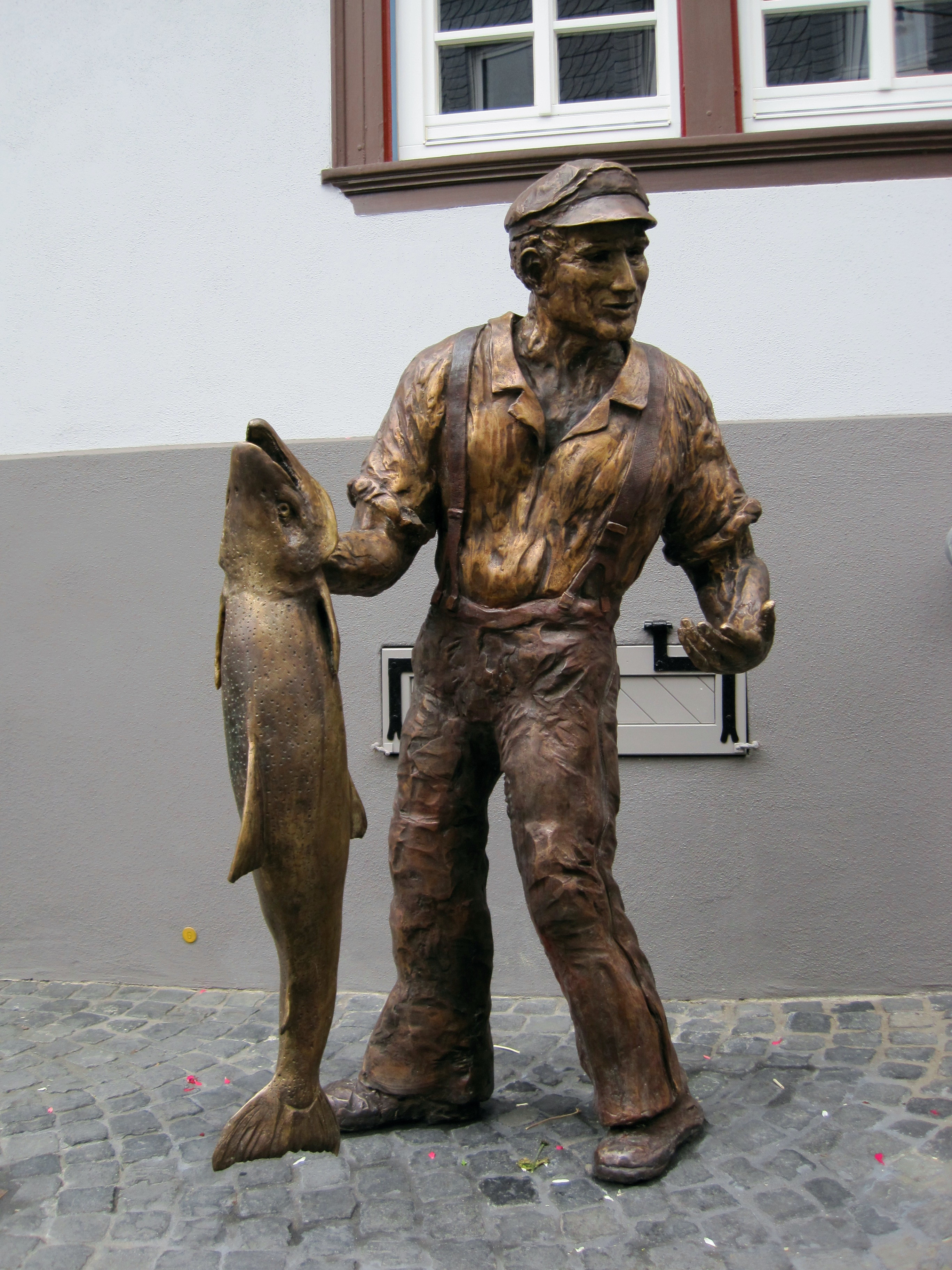
Ernst der Salmfischer
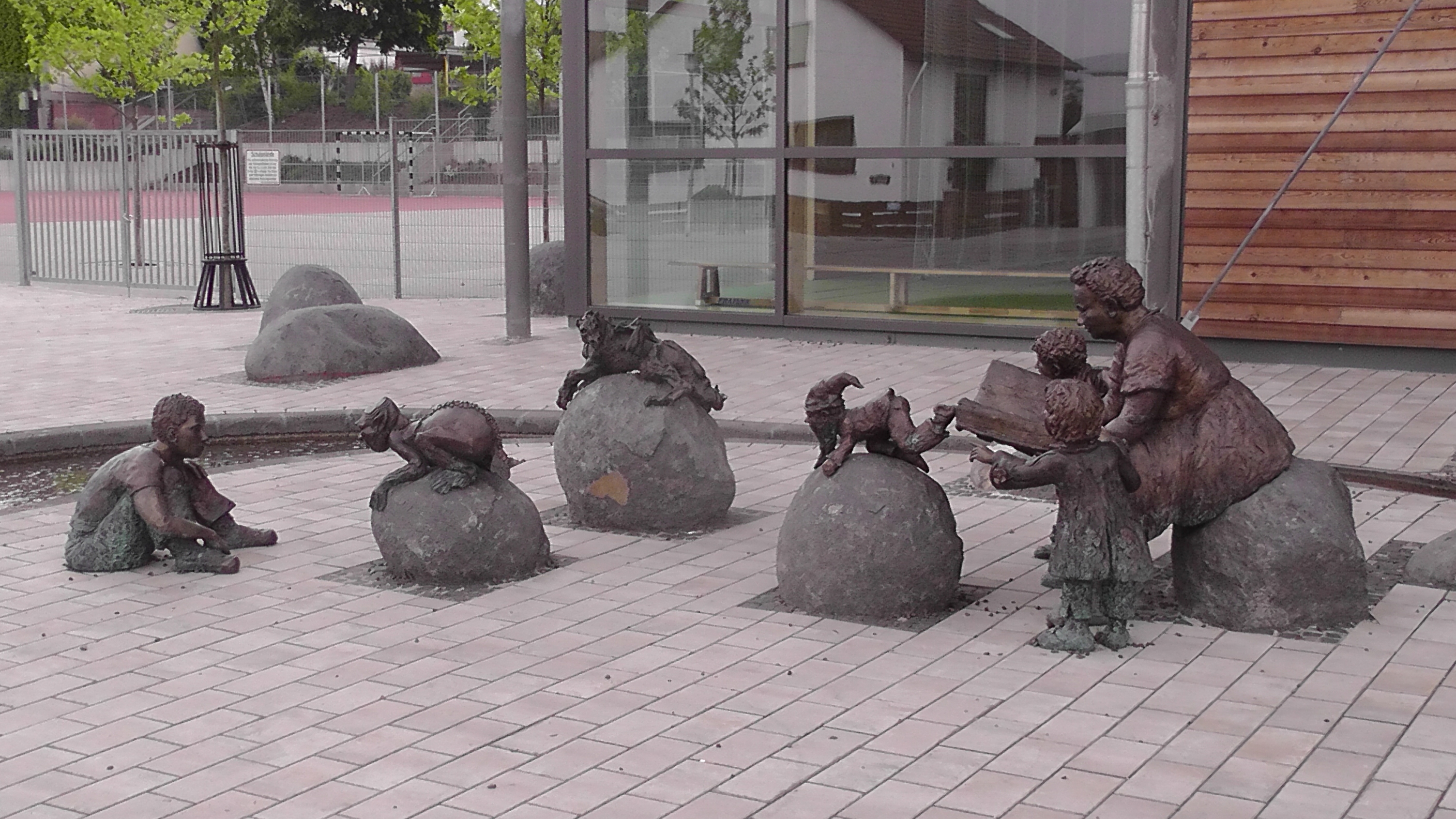
Budenheimer Traditum